# 英國駐華商務總監
英國駐華商務總監（英語：Chief Superintendent of the Trade of British Subjects in China）一職由英國政府在1834年設立，總監最初在葡屬澳門辦公，專責為英商與清廷商討通商和開放港口等貿易事宜。其後因協助英商販運鴉片，促使中英貿易糾紛升級，爆發第一次鴉片戰爭。

## 背景
由於經濟出現困難，又受工業革命和自由貿易等因素的影響，英國國會在1833年通過了一項《特許狀法案》，結束了英國東印度公司長久以來在對華貿易上所擁有的單一專利權。在喪失專利權以前，東印度公司一直獨佔了中國與英國間的貿易，從茶葉、絲綢和鴉片上取得不少利潤。而基於當時中國一直奉行「閉關自守」的政策，朝廷獨留廣州十三行一口對外通商，因此公司在廣州設立了獨立委員會主席一職，以統籌對華貿易的事宜。
至於清廷方面，其實亦一早知悉公司行將失去專營權，因此在1832年的時候，時任兩廣總督李鴻賓曾傳諭大班，要求在公司失去專營後派「曉事大班」總理貿易，而及後在1832年接任的盧坤，也曾在1833年作出同樣的要求。
兩廣總督的連番要求，使英方以為清廷對對外貿易的態度改變，於是時任外務大臣巴麥尊勳爵便在1833年12月委任上議院議員律勞卑勳爵為首任駐華商務總監，律勞卑在1834年7月15日抵華履新，在葡屬澳門辦公，下設第一副總監和第二副總監各一名。

## 沿革
駐華商務總監一職隸屬於外務部，因此總監須依從外務部的政策，權力十分有限。大抵而言，英國在1830年代主要由英國自由黨執政，鼓吹自由貿易，因此總監的主要任務是維護英商的利益，並尋求與清廷進行平等貿易。
義律於1836年12月擔任駐華商務總監一職後，繼承了律勞卑的政策，要求中國開放門戶。與此同時，中英兩國卻因為英商走私鴉片的問題，致使關係日益緊張。而由於義律須要維護英商利益，更運用權力協助煙販走私鴉片，間接也使鴉片在1834年後的輸入量持續急升。至於義律對清廷態度十分強硬，不肯輕易妥協，最終促成了第一次鴉片戰爭的爆發，中國的貿易門戶亦重此被強行打開。
義律以後，駐華商務總監一職由香港總督所兼領，而這種情況則一直持續至1857年為止。有趣的是，香港總督一職屬於殖民地部，但駐華商務總監則屬於外務部，兩者互不統屬，所以早期的港督都是擁有「雙重身份」的。然而，當時的港督也兼任英方全權公使，所以駐華商務總監的重要性在香港開埠以後有所下降。加上1842年《南京條約》簽訂後，清廷由「獨口通商」改由「五口通商」，十三行又在1856年於大火中焚燬，廣州的貿易量由是日益消減，漸為上海追上。
在1857年以後，駐華商務總監和全權公使都不再由港督兼領，獨立出來。

## 歷任駐華商務總監
| 駐華商務總監                         | 入職           | 去職           | 備註     | 備註                  |
| ------------------------------------ | -------------- | -------------- | -------- | --------------------- |
| 律勞卑勳爵（Lord Napier）            | 1834年7月15日  | 1834年10月11日 | 死於任內 | 非兼任                |
| 德庇時（John Francis Davis）         | 1834年10月11日 | 1835年1月21日  | 首次出任 | 非兼任                |
| G·B·羅便臣爵士（Sir G. B. Robinson） | 1835年1月21日  | 1836年12月     | 被免職   | 非兼任                |
| 義律上校（Captain Charles Elliot）   | 1836年12月     | 1841年8月12日  | 被免職   | 非兼任                |
| 砵甸乍爵士（Sir Henry Pottinger）    | 1841年8月12日  | 1844年5月8日   |          | 由香港行政官/總督兼任 |
| 德庇時爵士（Sir John Francis Davis） | 1844年5月8日   | 1848年3月18日  | 再次出任 | 由香港行政官/總督兼任 |
| 文翰爵士（Sir Samuel George Bonham） | 1848年3月18日  | 1854年4月12日  |          | 由香港行政官/總督兼任 |
| 包令爵士（Sir John Bowring）         | 1854年4月12日  | 1857年4月17日  |          | 由香港行政官/總督兼任 |